# Гуаньшаньху
Гуаньшаньху́ (кит. упр. 观山湖, пиньинь Guānshānhú) — район городского подчинения городского округа Гуйян провинции Гуйчжоу (КНР).

## История
В 2000 году на части территории районов Байюнь и Удан был создан Новый район Цзиньян (金阳新区).
Постановлением Госсовета КНР от 15 ноября 2012 года на основе Нового района Цзиньян был создан отдельный район городского подчинения. Чтобы избежать дублирования названия с уездом Цзиньян в провинции Сычуань, район получил название «Гуаньшаньху».

## Административное деление
Район делится на 5 микрорайонов (城市社区) и 3 сельсовета (农村社区).